# 雅雷
雅雷（法語：Jarez，法語發音：[ʒaʁɛ]）是一个位于卢瓦尔省和罗讷省交界处的地区。作为日耶河流域的该地区现在是圣艾蒂安都会区的主要部分。 
卢瓦尔河和罗讷河流域之间分水岭两侧的8个新旧市镇的名称中含有该地区名： 
- 雅雷地区苏雪（Soucieu-en-Jarrest）
- 雅雷地区圣罗曼（Saint-Romain-en-Jarez）
- 雅雷地区圣保罗（Saint-Paul-en-Jarez）
- 雅雷地区圣克鲁瓦（Sainte-Croix-en-Jarez）
- 雅雷地区拉图尔（La Tour-en-Jarez）
- 雅雷地区圣普列斯特（Saint-Priest-en-Jarez）
- 雅雷地区圣于连（Saint-Julien-en-Jarez，旧市镇，今为圣沙蒙的城区）
- 雅雷地区圣克里斯托（Saint-Christo-en-Jarez）

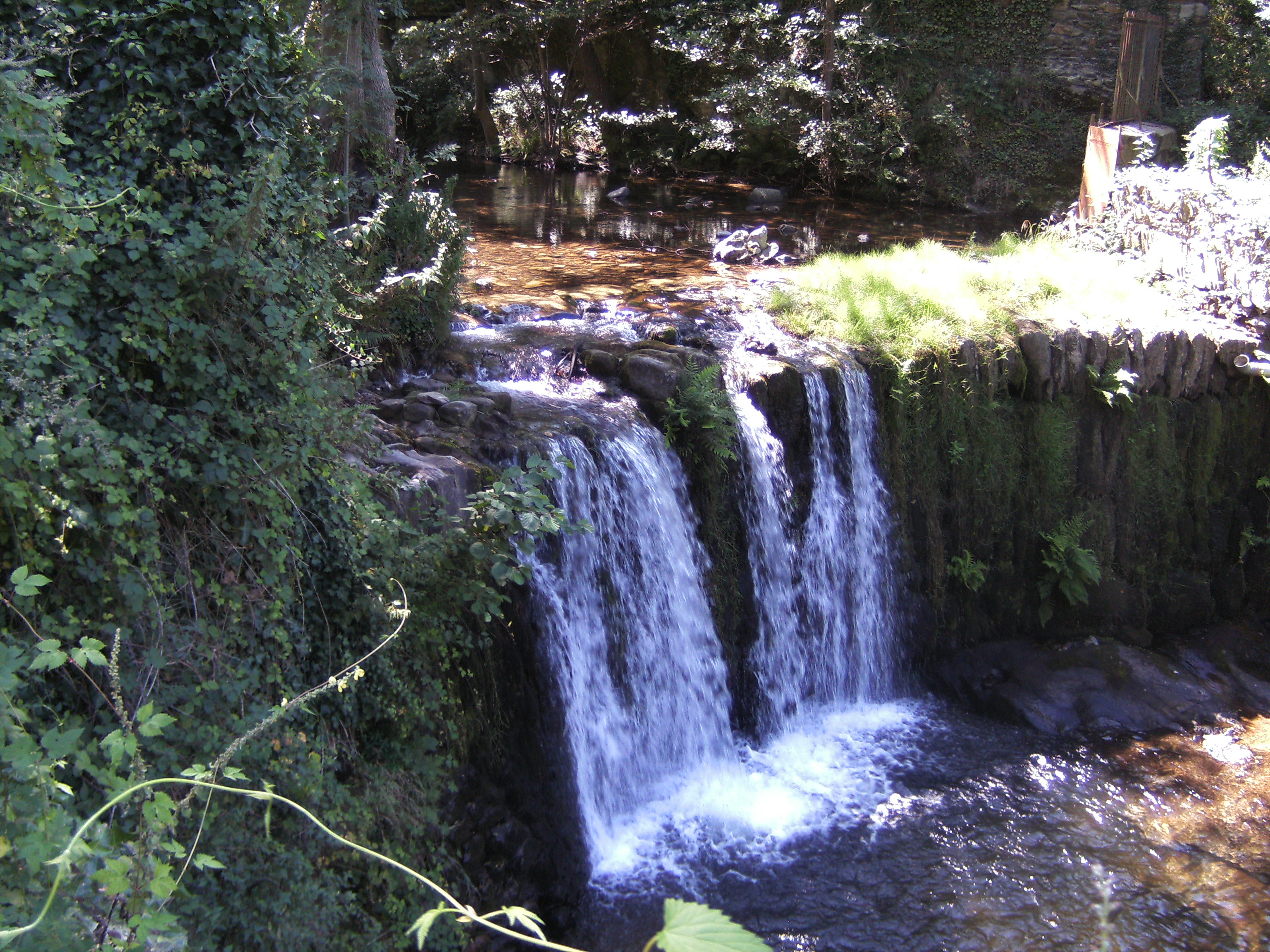
位于圣沙蒙的日耶河水道桥（aqueduc du Gier）引水处遗址
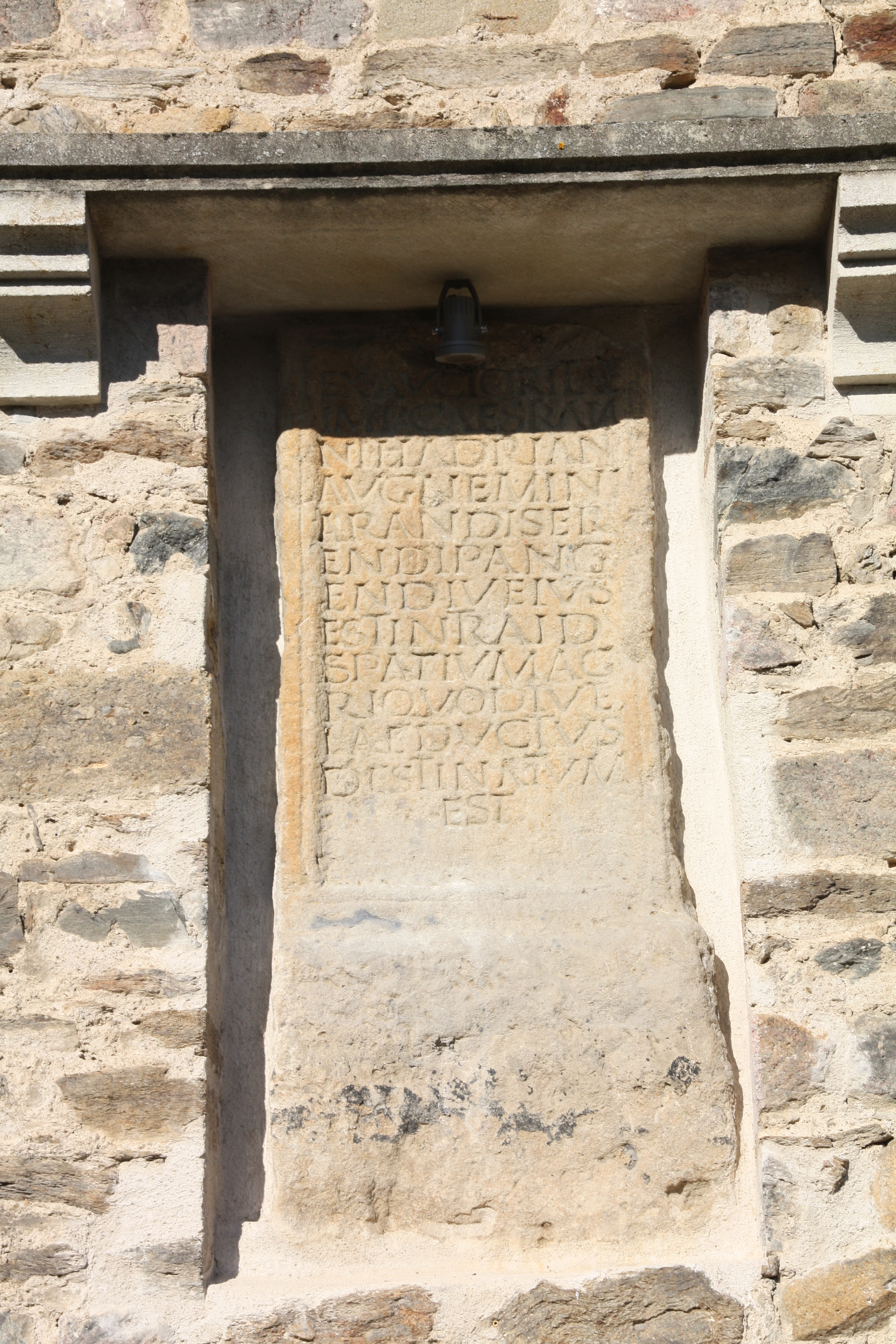
沙尼翁的石碑
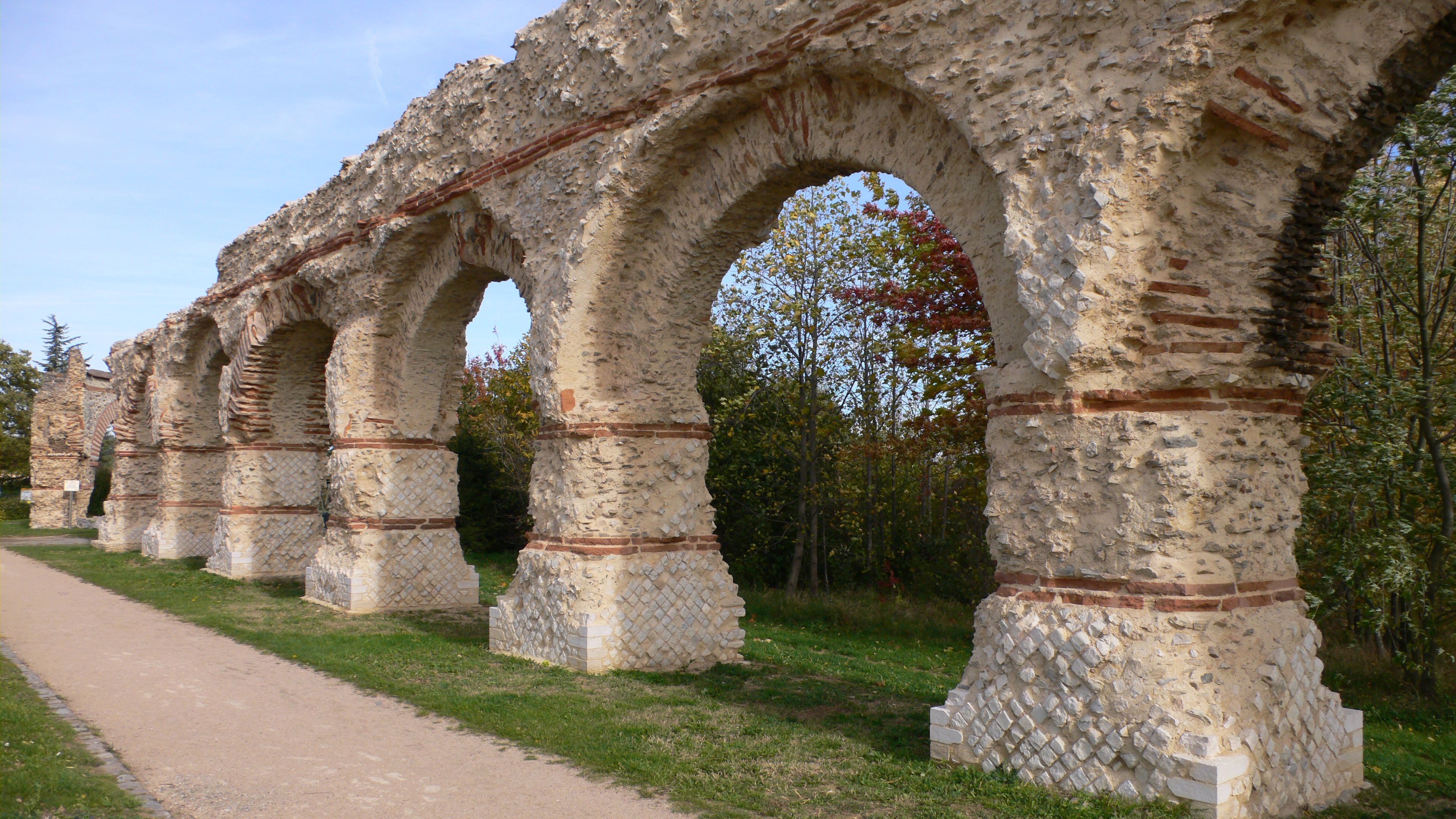
沙波诺的水道桥遗址